# Violences sexuelles faites aux femmes au travail

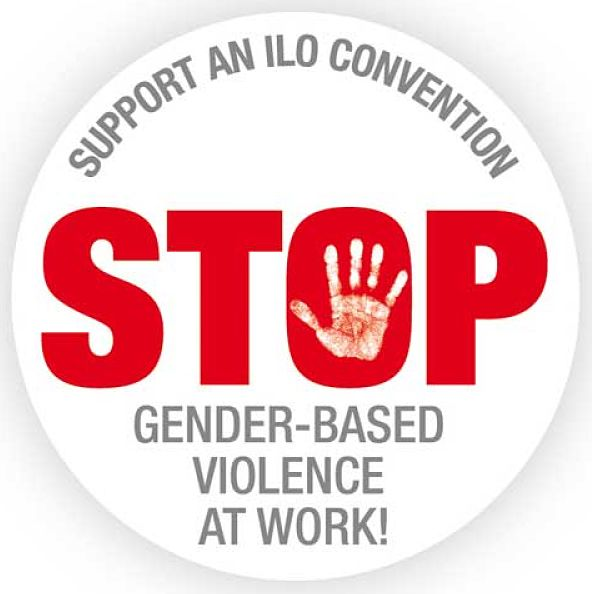
Le logo de la campagne multi-lingue de la Confédération syndicale internationale (2015-2017).

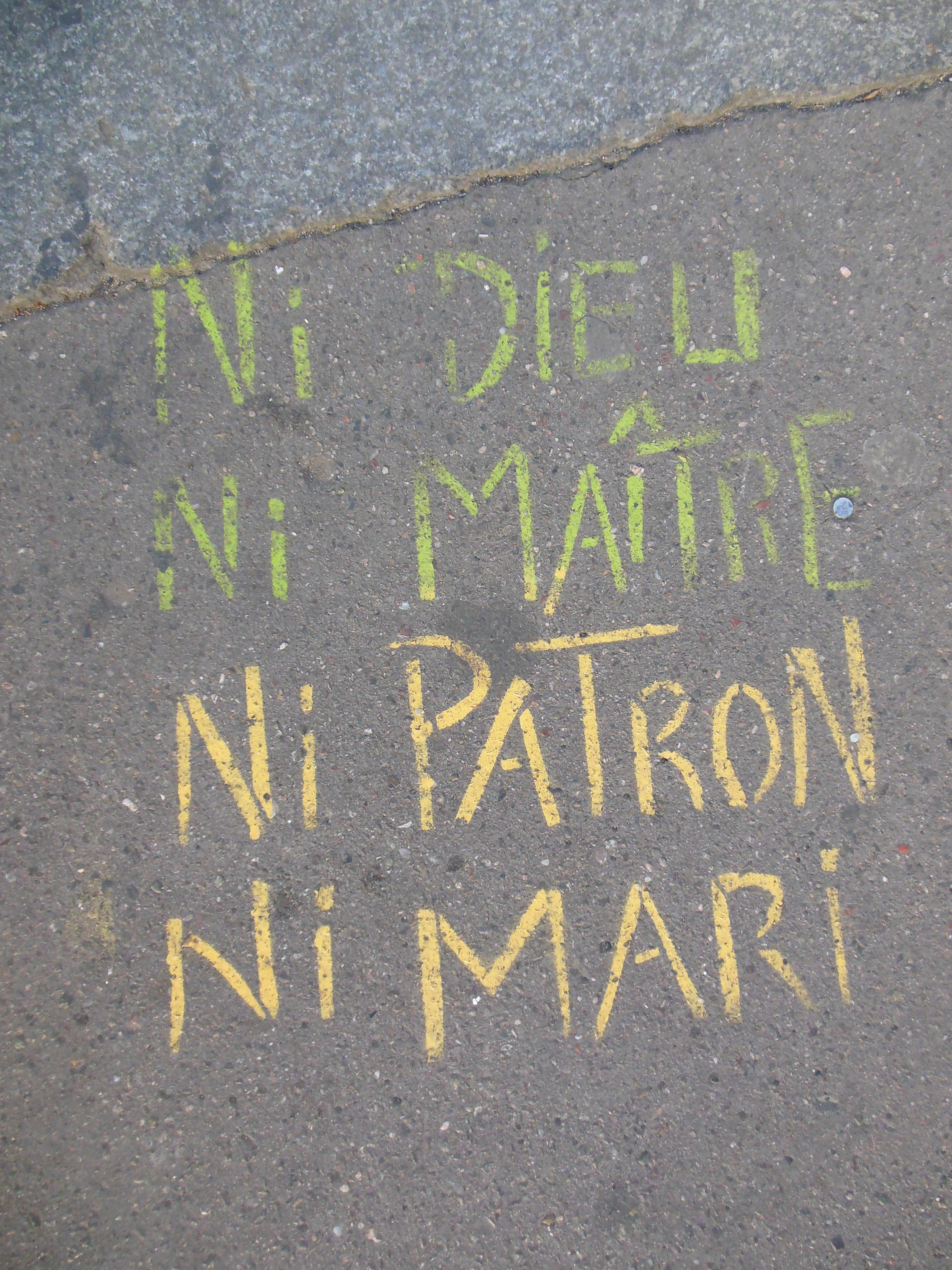
Graffiti, Paris, 2012.

Les violences sexuelles faites aux femmes au travail désignent des violences à caractère sexuel dans un contexte professionnel, par exemple, des harcèlements et agissements à connotation sexuelle non sollicité ou encore à demander un acte sexuel forcé sous peine de sanction.
Circonstance aggravante, ces violences sont souvent commises par abus d’autorité dans le cadre hiérarchique de l'organisation du travail. Plus la femme est au bas de l'échelle et moins elle a de possibilités de faire valoir ses droits : en France, dans 95 % des cas cela se termine par un licenciement,.
Dans le monde du travail (privé ou public), les auteurs de ces violences peuvent être l'employeur, le chef hiérarchique, un collègue ou un client,.
Au XIXe siècle, lors de la première révolution industrielle, les femmes, souvent très jeunes, entrent massivement dans le travail salarié. Les violences sexuelles sont d'un usage courant, notamment à l'embauche.
Dès le début du XXe siècle, la question du harcèlement sexuel au travail est une question portée par les femmes, qui n’appellent pas encore cela du « harcèlement », mais parlent de « la mauvaise conduite des contremaîtres ». Le refus des violences sexuelles devient un motif pour démarrer une grève, comme celle des ouvrières des porcelaineries Haviland de Limoges en 1905,.
Sous la pression conjuguée des mouvements féministes et syndicaux, il faut attendre la fin du XXe siècle, voire le début du XXIe siècle, pour que des lois soient votées, dans les pays industrialisés, pour réprimer le harcèlement sexuel au travail.

## Éléments historiques

### Première révolution industrielle

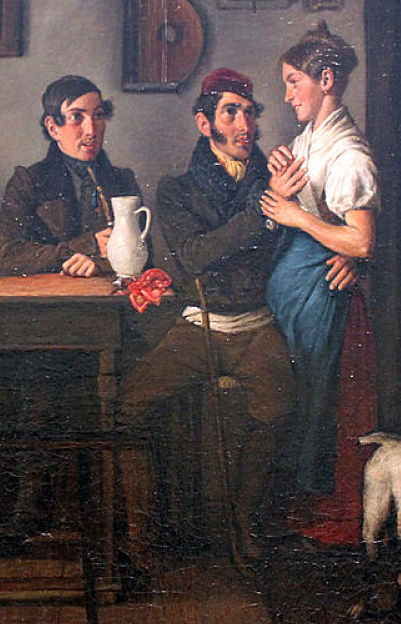
At the Tavern,, 1833 (détail recadré).

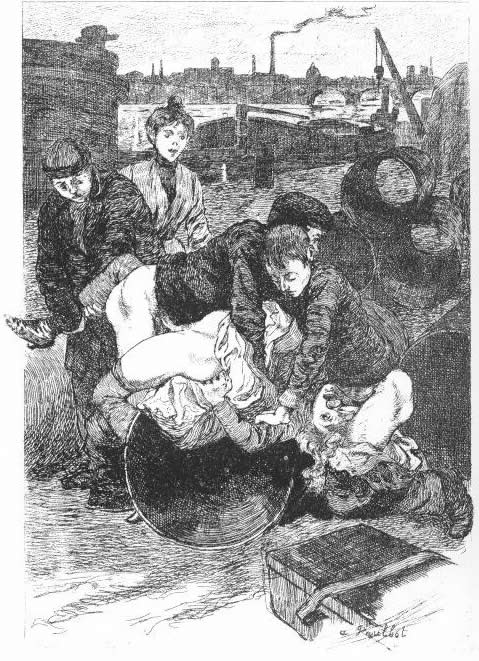
Dessin de Martin van Maele (1863-1926).

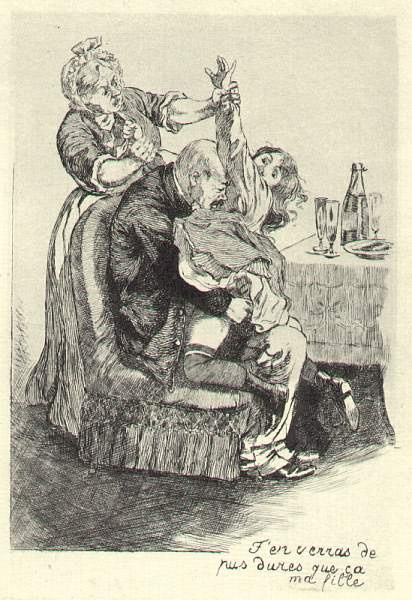
« T'en verras de pus dures que ça ma fille », Martin van Maele, 1905.

Si les violences contre les femmes préexistent à l'émergence de l'ère industrielle, comme le précise l'historien Georges Vigarello dans son Histoire du viol : XVIe – XXe siècle, « jamais le travail et l'enrôlement des plus jeunes n'avaient à ce point semblé lier la brutalité ouvrière et la brutalité sexuelle ».
Au mitan du XIXe siècle, dans les pays impliqués dans la première révolution industrielle, le travail salarié féminin se généralise. Ce sont plusieurs générations de jeunes filles qui quittent massivement les campagnes pour entrer dans les ateliers, les fabriques, les mines et les usines.
En 1897, le « droit de cuissage » est décrit, dans le journal anarchiste Le Libertaire, comme un « usage courant » et comme une « condition normale d'embauche » (« sans un peu de coquetterie, il n'y a pas d'ouvrage ») par la féministe Aline Valette lors d'une enquête réalisée dans le Nord de la France l'année suivante et publiée dans La Fronde.
Un poème réaliste d'Eugène Pottier (l'auteur de L'Internationale), daté de 1884, et publié dans Le Père Peinard sous le titre Contremaître de fabrique décrit cette situation : « Comme un pacha, j'ai mon sérail / Ma belle enfant, je veux t'y mettre. / Contremaître est pire que maître / Si tu dis non, pas de travail ».

### Société patriarcale
Dans son ouvrage, Le droit de cuissage : France, 1860-1930, la sociologue Marie-Victoire Louis, émet l'hypothèse que le droit de cuissage exercé sur les femmes salariées au XIXe siècle s'explique par « la permanence de comportements masculins hérités du système féodal » et par le « transfert d'un droit qui n'appartenait qu'à quelques-uns vers un droit plus démocratiquement partagé ». Le caractère patriarcal de la société de l'époque est façonné, notamment, par le Code pénal de 1810 qui consacre le principe d'inégalité entre les hommes et les femmes, privant ces dernières de droits politiques, les livrant à l'obéissance des maris, organisant leur mise à l'écart par les organisations syndicales et la faiblesse des salaires féminins.
Selon Marie-Victoire Louis, c'est probablement dans les mines de charbon que les conditions imposées aux femmes, très minoritaires dans un milieu imprégné de valeurs viriles, sont les plus dures. Le droit de cuissage y est, là, sans doute, une quasi-norme. L'auteure cite un reportage publié, en 1925, dans le journal L'Ouvrière : « Le triage et la lampisterie sont des lieux de prostitution autant que d'exploitation. Les ouvrières doivent parfois, pour ne pas être congédiées, se soumettre à la volonté du chef de triage, du surveillant, de l'ingénieur etc, c'est-à-dire donner leurs corps pour la satisfaction de ces brutes. […] Un certain chef de triage barbu est tout fier d'affirmer qu'il a cueilli autant de fleurs d'orangers qu'il a de poils dans sa barbe. Un dernier fait scandaleux à signaler : dès le moindre signe de grossesse, c'est d'abord la visite du médecin et ensuite le renvoi pur et simple ».
Pour les ouvrières en usine, la situation est tout aussi difficile. La journaliste Julie-Victoire Daubié rapporte nombre de faits précis. Elle cite les enquêtes d'Auguste Blanqui, d'Eugène Buret et de Louis Reybaud : « La plupart des dispensateurs de travail, pour qui l'ouvrière est une proie facile, la séduisent et l'abandonnent » affirme-t-elle. Dans les années 1890 et 1900, dans nombre d'usines, les faits sont établis : certains contremaîtres et ouvriers aiment « la chair fraîche » et guignent principalement les filles de 12 à 14 ans.
Les violences sont également attestées pour les domestiques. Dans son enquête La Femme pauvre au XIXe siècle (1866), Julie-Victoire Daubié note que « l'homme marié séduit impunément ses servantes, ses apprenties et toutes les femmes que les nécessités de la subsistance retiennent à son foyer. […] à Paris, près de la moitié des femmes admises à la maison d'accouchements sont des servantes, la plupart séduites et que plus de la moitié des enfants abandonnés ont, pour mères, des servantes ». Pierre Guiral et Louis Thuillier, dans leur étude La Vie quotidienne des domestiques en France au XIXe siècle remarque que « le forçage des jeunes bonnes est presque une tradition ». Émile Zola évoque dans Fécondité le « long cortège des servantes engrossées et chassées, au nom de la vertu bourgeoise ».
Ni le commerce, ni l'administration, ni l'hôpital, ni l'école, ni l'Église ne sont épargnés, des femmes confinées à des fonctions subalternes subissent une hiérarchie quasi exclusivement masculine,.

### Révoltes collectives et mouvements sociaux
À la fin du XIXe siècle et au début du XXe siècle surgissent les premiers mouvements sociaux, dont des grèves et l'action directe, qui posent de manière incidente ou centrale la revendication de la défense de la dignité des femmes.
Ce sont d'abord les grèves en 1895, 1897 et 1899, dans les Manufactures des Tabacs et Allumettes où les ouvrières affirment collectivement qu'elle n'ont plus besoin d'être jeunes, belles et jolies, pour avoir droit au travail. Elles sont suivies par les chapelières de Saumur en 1899, les ouvrières de Giromagny en 1900, les chemisières de Villedieu en 1902, les ouvrières du « bagne Bessonneau » à Angers, en 1904, du « bagne Lebaudy » en 1902, puis en 1913, les fromagères de Roquefort, les transporteuses d'oranges et les fileuses de soie des Cévennes en 1907, les employées des magasins Esders à Paris en 1910 et 1911, les ouvrières en parapluies d'Aurillac en 1914,

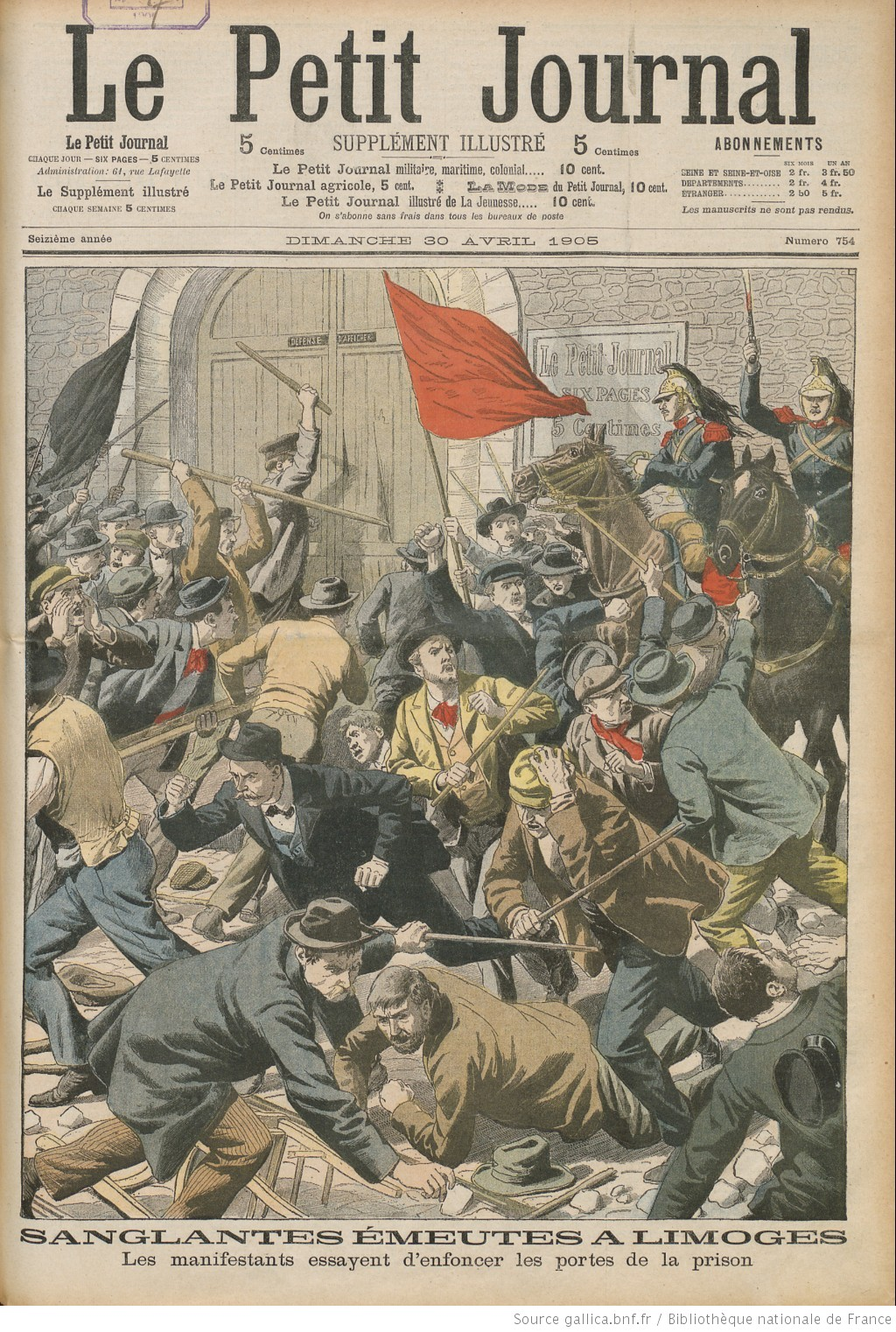
Sanglantes émeutes à Limoges, telles que représentées par le supplément illustré du Petit Journal du 30 avril 1905 : drapeaux rouge et noir et charge des chasseurs à cheval.

#### La grève des porcelainières en 1905 à Limoges
Ce sont sans doute les événements insurrectionnels de Limoges, au printemps 1905, qui marquent le plus les esprits au niveau national. Du début jusqu'à la fin, le mouvement de grèves n'a qu'une seule et même revendication : le départ d'un contremaître, souvent qualifié de directeur, nommé Penaud, pratiquant sur les ouvrières le droit de cuissage. L'armée appelée pour rétablir l'ordre, tire sur la foule : un ouvrier est tué et quatre autres blessés par balles.
Mais, dans la presse, y compris ouvrière, les raisons de la grève sont le plus souvent occultées. À Limoges, dans une usine de chaussures d'abord, puis chez Haviland, la plus importante fabrique de porcelaine, les grèves sont impulsées par les ouvrières pour dénoncer les pratiques des contremaîtres. Devant ces grèves « au caractère singulier », comme le dira Jean Jaurès (puisqu'elles ne s'assignent aucune revendication matérielle), la classe ouvrière est assez mal à l'aise, abordant difficilement le sujet du « droit de cuissage ». Cette grève exemplaire se termine par la victoire des ouvrières : le contremaître est dégagé.
Dans son ouvrage Les Femmes et l'organisation syndicale jusqu'à 1914, la sociologue Madeleine Guilbert répertorie les articles de la presse politique et syndicale du mouvement ouvrier. C'est dans la presse libertaire, Le Père peinard, La Sociale, Le Libertaire, Les Temps nouveaux, que l'on trouve le plus d'articles de soutien aux grèves des ouvrières. Et, quand ces grèves ne sont pas motivées par des considérations économiques mais essentiellement par des refus du harcèlement de patrons ou de petits chefs, cette presse explicite les raisons de ces grèves contrairement à la plupart des autres organes de presse ouvriers,.

### En Argentine

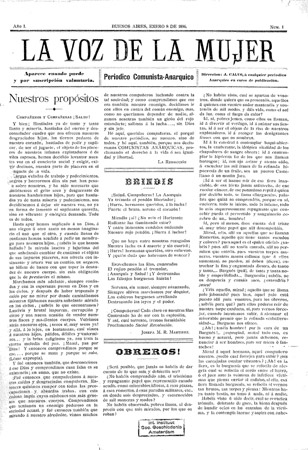
La Voz de la Mujer, 1896.

À la même époque en Argentine, le 8 janvier 1896, un groupe de femmes réunies autour de l'ouvrière anarchiste Virginia Bolten publie La Voz de la Mujer (La Voix de la femme), premier journal féministe et révolutionnaire au sein de la classe ouvrière,. En épigraphe figure « Ni dios, ni patron, ni marido » (« Ni dieu, ni patron, ni mari »), et l'éditorial précise : « Compagnons et compagnes, salut ! Voici : lasses de tant de pleurs et de misères, lasses du cadre permanent et désolant que nous offrent nos malheureux enfants, tendres morceaux de notre cœur, lasses de réclamer et de supplier, d’être le jouet du plaisir de nos infâmes exploiteurs ou de vils époux, nous avons décidé de lever la voix dans le concert social et d’exiger, oui, d’exiger notre part de plaisir au banquet de la vie ».

## XXesiècle: luttes sociales et nouvelles législations
Depuis la grève victorieuse des ouvrières de Limoges en 1905, les luttes sociales pour la dignité des femmes qui se développent et l'émergence du féminisme inversent les rapports de force : de nouvelles mesures législatives réprimant les violences sexuelles au travail sont votées dans les pays industriels dans les années 1970-1980.
Ce sont sans doute les États-Unis qui se sont montrés pionniers dans la répression du harcèlement sexuel. Les tribunaux américains n'ont pas hésité à prononcer de lourdes peines à l'encontre des grands patrons ou des petits chefs qui abusent ou tentent d'abuser de leurs subordonnées.

### En France, des stratégies complémentaires

#### Mouvement féministe
Dans un premier temps, les courants féministes, en particulier en France, analysent ces violences dans le cadre plus global des violences faites aux femmes, qu'elles veulent voir reconnaître. Ces violences relevant, selon elles, du patriarcat et non du patronat, elles pensent que leur éradication ne peut résulter que d'un changement global de la société.
Dans le même temps, leurs critiques du système judiciaire les conduit à refuser les sanctions pénales contre les auteurs de ces violences. En 1976, la Ligue du Droit des femmes (fondée en 1974 par Simone de Beauvoir) estime que « ce n’est pas l’emprisonnement de l’agresseur qui changera sa mentalité et qui lui apprendra qu’une femme est un être humain ».

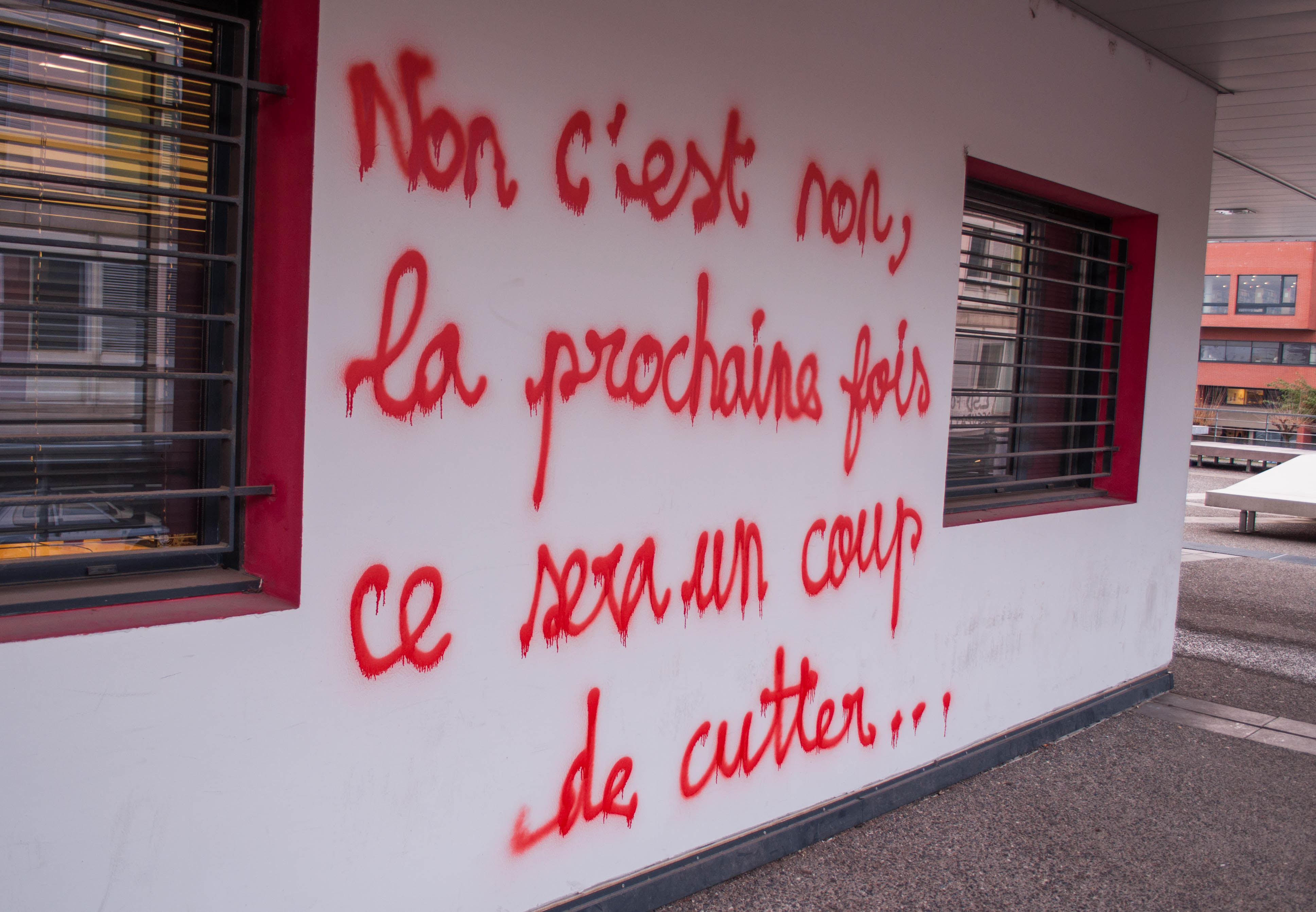
« Non c'est non », Toulouse, 2014.

Parmi les mouvements les plus radicaux, on voit apparaître brièvement la tentation de l'autodéfense, notamment avec Françoise d'Eaubonne et l'affaire Azuelos jugeant pour extorsion le fiancé d'une secrétaire violée par son patron, tandis que l'idée-même d'un viol était rejetée par le tribunal,.
Toutefois, les mouvements réformistes finissent par l'emporter, notamment avec le procès d'Aix de 1978, qui valide chez Gisèle Halimi l'idée qu'en cas de viol les peines pénales peuvent être dissuasives, et que les procès permettent de donner une visibilité médiatique au problème politique du viol.
L'association Choisir émet une série de revendications portant entre autres sur l'alignement des agressions sexuelles sur la même norme que d'autres crimes, le respect des victimes et l’interdiction d’exercer sa profession si elle a été utilisée pour commettre le viol. Cette dernière proposition n'est pas retenue, mais à l'issue de débats intenses au Sénat et à l'Assemblée nationale, la loi définissant le viol est votée en 1980.

#### Mouvement syndical
En 1980, les principales centrales syndicales française se saisissent du thème des luttes pour l'égalité entre hommes et femmes dans le travail. La CGT publie un « cahier noir » où sont dénoncés les « sexismes ordinaires » et le « droit de cuissage » de certains patrons. Une secrétaire confédérale constate qu' « Aujourd'hui, on ne pleure plus, on revendique ».
En 1981, se tient dans le centre de la France, un procès intenté pour « violences et voies de fait » par deux employées au chef du personnel d'une usine de confection. Selon la CFDT qui soutient les deux femmes, c'est la première fois qu'une affaire de « droit de cuissage » est portée devant les tribunaux. À l'origine de l'affaire, une ouvrière agressée qui garde le silence pendant six mois, puis à l'occasion d'une réunion syndicale, raconte. Le syndicat appelle le personnel de l'usine, sur le temps de travail, à une assemblée d'information, tous les ouvriers et ouvrières débrayent. Une autre employée affirme qu'elle aussi a été « coincée ». Les langues se délient. Après consultation d'un avocat, les deux femmes portent plainte. Une première fois reconnu coupable, il perd, en appel, son procès en diffamation. Une déléguée syndicale de l'entreprise souligne : « Cela se passe partout comme cela. Je connais des filles qui ont eu ce genre de problème. Mais elles n'osent pas parler. Elles ont peur de ce que vont dire le mari, les copines ».

#### Médias
Le 27 septembre 1990, c'est l'émission Envoyé spécial qui fait l'événement. Selon les enquêtes citées par le journaliste Jean-François Delassus, auteur du reportage Contrat sous l'oreiller, une femme sur trois aurait été l'objet de pressions au cours de sa vie professionnelle et une sur dix aurait vu sa carrière affectée de manière négative ou positive selon qu'elle aurait résisté ou cédé à des avances. Dans les petites entreprises comme dans les plus grosses, des femmes sont victimes de ce « droit de cuissage » moderne et en cas de refus, elles sont licenciées,,,.

### Association européenne contre les violences faites aux femmes au travail
En 1985 est fondée l'Association européenne contre les violences faites aux femmes au travail qui se donne pour objectif la « défense des victimes de violences sexuelles au travail »,. L’AVFT est à l'origine des lois françaises réprimant le harcèlement sexuel, votée en 1992 et entrées en vigueur en 1992 pour le Code du travail et 1994 pour le Code pénal.

## Époque contemporaine

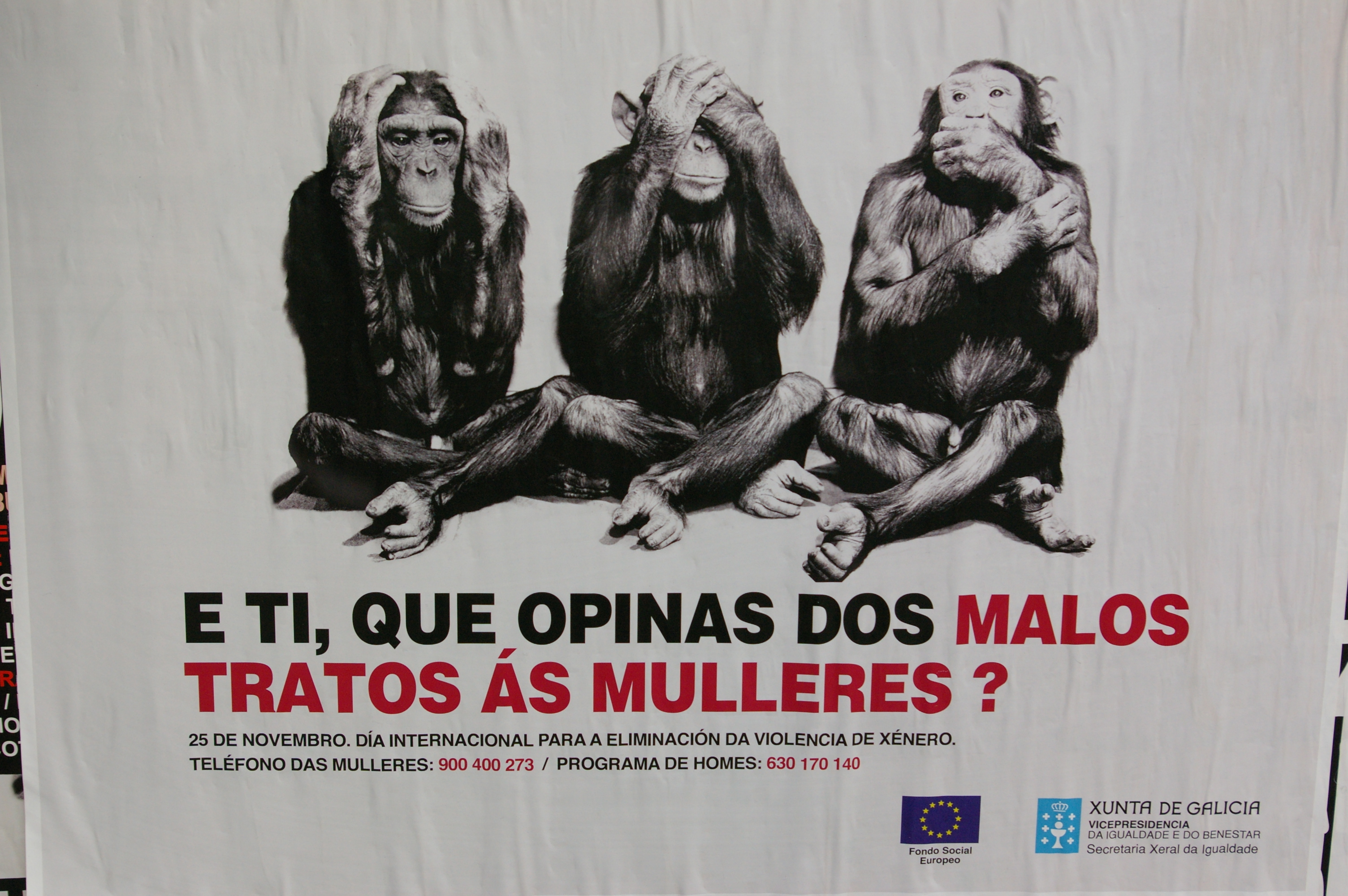
« Et vous, que pensez-vous des mauvais traitements infligés aux femmes ? », Galice, 2007.

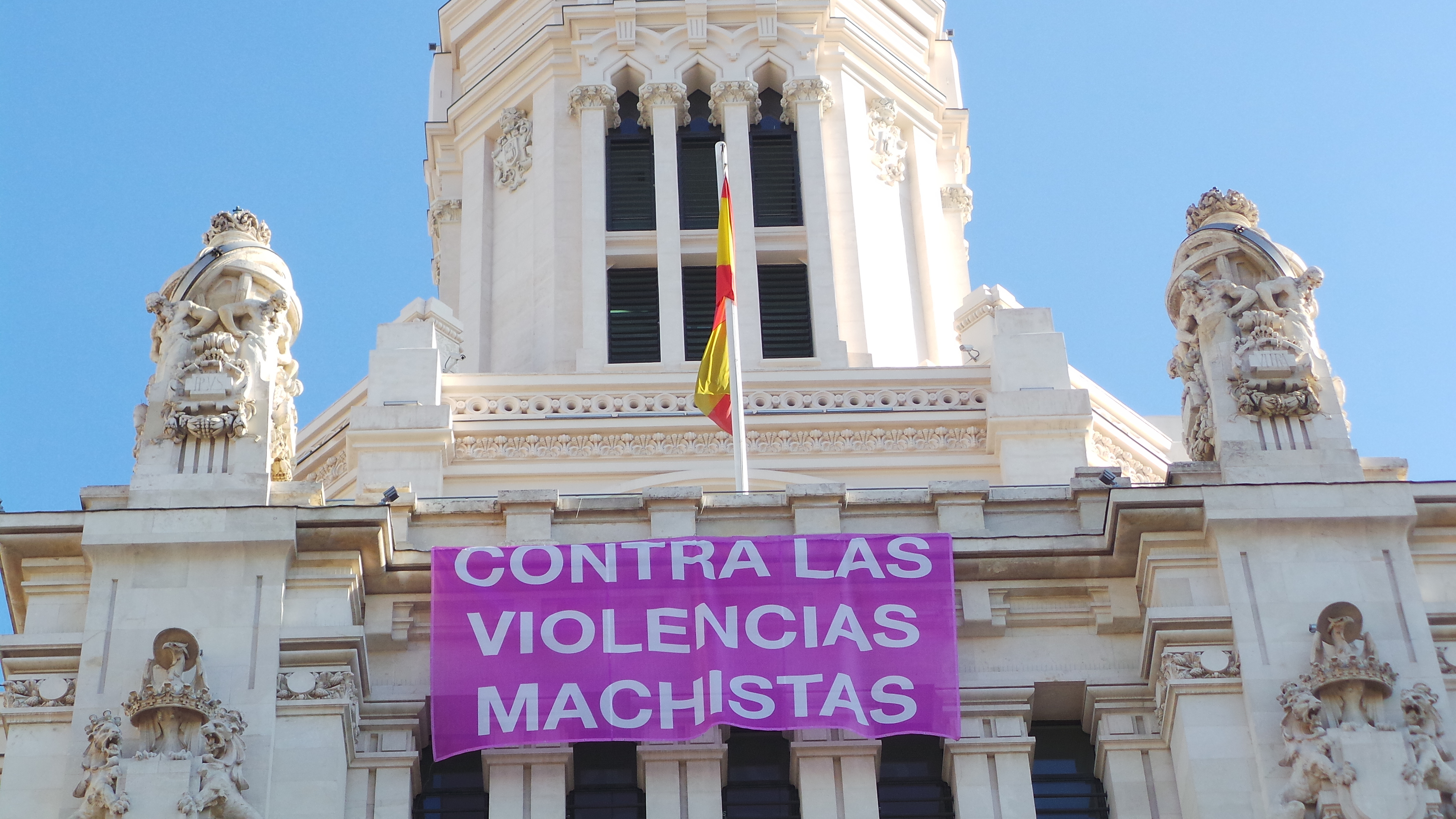
Madrid, 6 novembre 2015.

### Union européenne
Le 29 mai 1990, le Conseil de l'Europe passe une résolution sur la protection de la dignité de la femme et de l'homme au travail destinée à donner un code de pratique au personnel, aux entreprises et aux syndicats en matière de prévention du harcèlement sur le lieu de travail.

### En France

#### Cadre juridique
Jusqu'au 11 juillet 2010, date de modification de la loi pénale sur les dénonciations calomnieuses, il peut être risqué pour une victime de porter plainte en cas de viol ou d'agression sexuelle. En effet, si les éléments de preuve sont jugés insuffisants, ce qui est souvent le cas en l'absence de témoins[réf. souhaitée] et que l'affaire est classée sans suite, ou assortie d'un non-lieu, l'accusé peut obtenir quasi-automatiquement la condamnation de la plaignante s'il porte plainte à son tour pour dénonciation calomnieuse. Le caractère automatique de ces condamnations, sans possibilité de se défendre, pour des cas jugés avant la modification de la loi pénale ont donné lieu en 2011 à une condamnation de l'État français par la Cour européenne des Droits de l’Homme,.
Le harcèlement sexuel au travail intègre le code pénal en 1992, mais ne concerne alors que les faits commis par des personnes ayant autorité (patron, supérieurs hiérarchiques), et pas les collègues de travail ou clients.
La loi du 6 août 2012 relative au harcèlement sexuel stipule « le harcèlement sexuel est le fait d’imposer à une personne, de façon répétée, des propos ou comportements à connotation sexuelle qui soit portent atteinte à sa dignité en raison de leur caractère dégradant ou humiliant, soit créent à son encontre une situation intimidante, hostile ou offensante. […] Est assimilé au harcèlement sexuel le fait, même non répété, d’user de toute forme de pression grave dans le but réel ou apparent d’obtenir un acte de nature sexuelle, que celui-ci soit recherché au profit de l’auteur des faits ou au profit d’un tiers. ».

#### Sondages
Selon une enquête menée par le Défenseur des droits, en janvier 2014, 20 % des femmes actives disent avoir été confrontées à une situation de harcèlement sexuel au cours de leur vie professionnelle et 20 % des Français déclarent également connaître au moins une personne, ayant été victime de harcèlement sexuel dans le cadre de son travail. Pour trois quarts des femmes actives qui s’estiment victimes de harcèlement sexuel au travail, il s’agit de gestes et de propos à connotation sexuelle répétés malgré leur absence de consentement,.
En octobre 2017, un sondage réalisé auprès des seuls internautes indique qu'une femme sur deux et un homme sur dix auraient été victimes d'agression sexuelle (attouchements, mains aux fesses, baisers forcés…) ou de harcèlement sexuel (propos déplacés, insultes, propositions sexuelles...) au cours de leur vie. La même étude précise que dans le milieu professionnel, 17 % des femmes et 7 % des hommes auraient subi un fait de harcèlement sexuel au travail.

#### Suites de l'«affaire Weinstein»
À la suite de l'affaire Weinstein aux États-Unis, le hashtag #BalanceTonPorc est créé par la journaliste française Sandra Muller le 14 octobre 2017 pour inviter les victimes à dénoncer leurs agresseurs sur les réseaux sociaux.
Le 22 novembre 2017, à la Bourse du travail de Paris, le collectif Femmes mixité de la Confédération générale du travail (CGT) organise une journée d’étude sur le thème « Lutter contre les violences sexistes et sexuelles : un enjeu syndical ». Parmi les sujets abordés figurent « Gagner des mesures de prévention des violences et de protection des femmes au travail » et « Comment défendre syndicalement une femme victime de violences ? ». Une syndicaliste remarque que « la libération de la parole est encore très relative dans l’entreprise, car il y a un lien de subordination », dans les milieux ouvriers on craint toujours les « petits chefs ». Quelques jours plus tard, la CFDT organise une journée de formation sur le même thème.
En France, des débats ont lieu en janvier 2018 sur ce qui est constitutif ou non de violences, avec la publication sur une initiative de Sarah Chiche par un collectif de 100 femmes dont Catherine Deneuve, Catherine Millet, Ingrid Caven, Catherine Robbe-Grillet d'une tribune en faveur de la « liberté d'importuner »,,, fustigeant une victimisation et un puritanisme outrancier à la suite de l'affaire Weinstein. Selon l'historienne féministe Michelle Perrot, ce phénomène de contre offensive s'est déjà vu dans l'affaire DSK et est constitutif d'un manque de solidarité, et pour Caroline De Haas d'une ignorance de la loi qui interdit notamment les "baisers volés". Pour d'autres personnes, cette tribune et les réactions qu'elle suscite démontrent un conflit de générations  où certains perçoivent en France la cohabitation de plusieurs perceptions du féminisme qui s'opposeraient dans un combat idéologique autour de la définition même du féminisme.

### En Suisse

#### Cadre juridique
En Suisse, le harcèlement sexuel au travail est interdit de puis la loi fédérale sur l’égalité entre femmes et hommes adoptée en 1996.
Le Bureau de l'égalité entend par « harcèlement sexuel sur le lieu de travail » tout comportement à caractère sexuel ou fondé sur l’appartenance sexuelle, ressenti comme importun par la personne visée et portant atteinte à sa dignité. En font par exemple partie les remarques désobligeantes et équivoques sur l’apparence d’une femme ou d’un homme, les remarques sexistes sur les caractéristiques sexuelles, le comportement sexuel ou l’orientation sexuelle, les contacts corporels non souhaités, la présentation de matériel pornographique, ainsi que les abus sexuels, la contrainte sexuelle et le viol.

#### Enquêtes
En 2003, une enquête est menée par le 2e Observatoire sur 80 entreprises de Suisse Romande sur les mesures prises par les entreprises pour lutter contre le harcèlement sexuel sur le lieu de travail.
En 2007, une enquête réalisée au niveau fédéral révèle que 28 % des femmes et 10 % des hommes sondés se considèrent victimes de harcèlement sexuel,.

#### Associatif
Un site d'information Non c'est non piloté par le bureau d'égalité et les syndicats est mis en ligne pour prodiguer des informations sur le harcèlement.
L'association féministe Viol-secours, créée après l'affaire du squat de Pré-Naville en 1981 dispense également des informations à l'usage des femmes.

### En Belgique

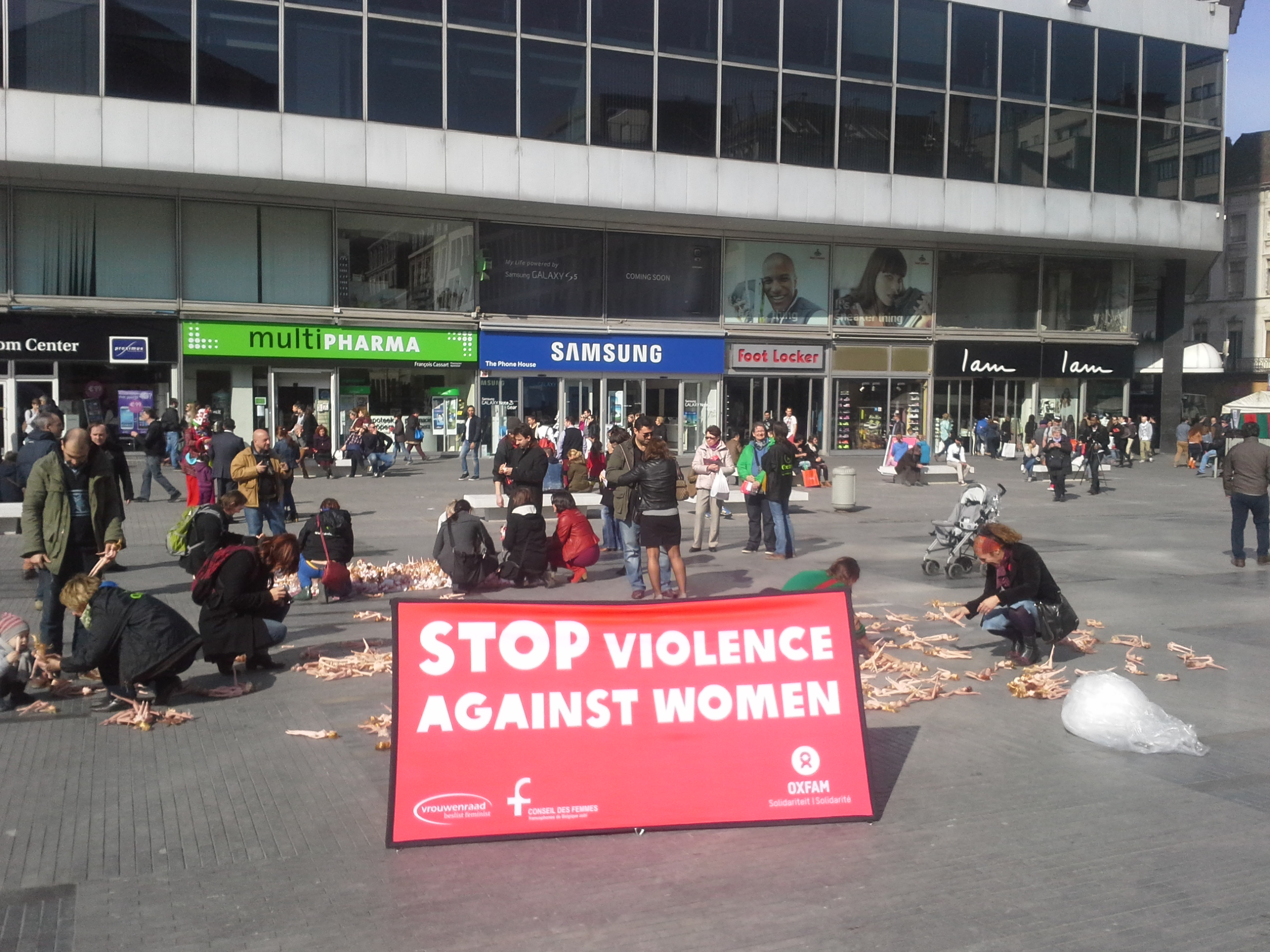
Bruxelles, 8 mars 2014.

#### Cadre juridique
Une loi est votée le 11 juin 2002, relative à la protection contre la violence et le harcèlement moral ou sexuel au travail. Le Service public fédéral Emploi, Travail et Concertation sociale définit le harcèlement sexuel en entreprise comme « tout comportement non désiré verbal, non verbal ou corporel à connotation sexuelle qui a pour objet ou pour effet de porter atteinte à la dignité d’une personne ou de créer un environnement intimidant, hostile, dégradant, humiliant ou offensant ». Un relevé de jurisprudence, pour la période de mai 2003 à juin 2010, détaille 377 décisions judiciaires définitives.

### Aux États-Unis

#### Cadre juridique
Le harcèlement sexuel sur le lieu de travail aux États-Unis est considéré comme une forme de discrimination fondée sur le sexe depuis le milieu des années 1970,,.
La loi reconnaît deux formes de harcèlement sexuel au travail. Le Quid pro quo sexual harassment où un employé doit tolérer le harcèlement sexuel en échange d'un emploi, d'une augmentation de salaire, d'un avantage professionnel ou d'une promotion et le Hostile work environment (en) où le harcèlement sexuel sur le lieu de travail crée un environnement de travail offensant ou entrave de manière déraisonnable le rendement au travail d'un employé.

#### Enquêtes d'opinion
En 2015, une enquête du magazine Cosmopolitan portant sur plus de 2 200 sondées constate qu'une femme sur trois a déjà fait l'objet d'une forme de harcèlement sexuel au travail, à savoir « des avances, des demandes de faveurs, ou d'autres agissements verbaux ou physiques de nature sexuelle non souhaités ». Les trois quarts ne font pas l'objet de plainte ou ne sont pas rapportés.
Dans un sondage en 2017, 31 % des personnes interrogées se disent victimes de harcèlement sexuel sur leur lieu de travail. 45 % des femmes déclarent avoir été harcelées sexuellement et 15 % des hommes.

## Dans l'art et la culture

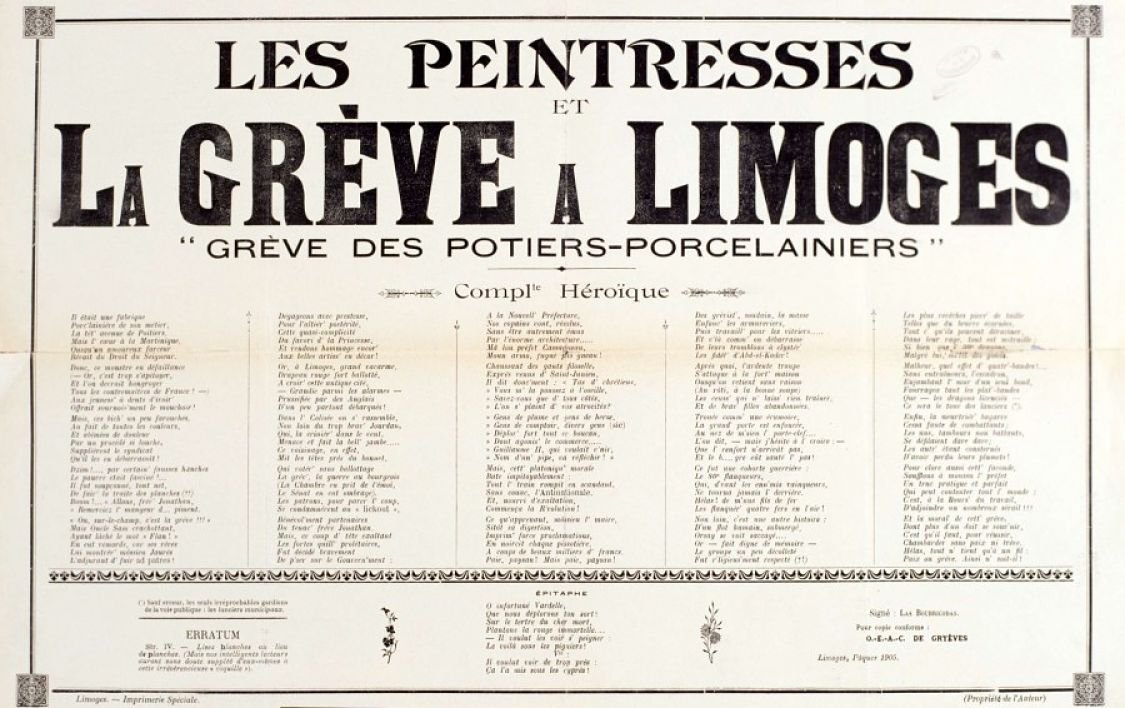
Les peintresses et la grève à Limoges, avril 1905.

### Chansons populaires
- Complainte Les peintresses et la grève à Limoges, avril 1905, [lire en ligne][73].
- Chanson à l'éminent Penot, 1905, [lire en ligne].

### Audiovisuel
- Virginie Wagon, Harcelée, téléfilm, 2016, 90 minutes[74].
  - Entretien Caroline Gourdin, Le harcèlement sexuel au travail : un combat collectif, La Libre Belgique, 10 octobre 2017, [lire en ligne].
- Diana Penaranda Ciudad, Le harcèlement au travail, vidéoclip, Actualités du Droit Belge, 12 novembre 2014, 13 minutes, voir en ligne.

### Bibliographie

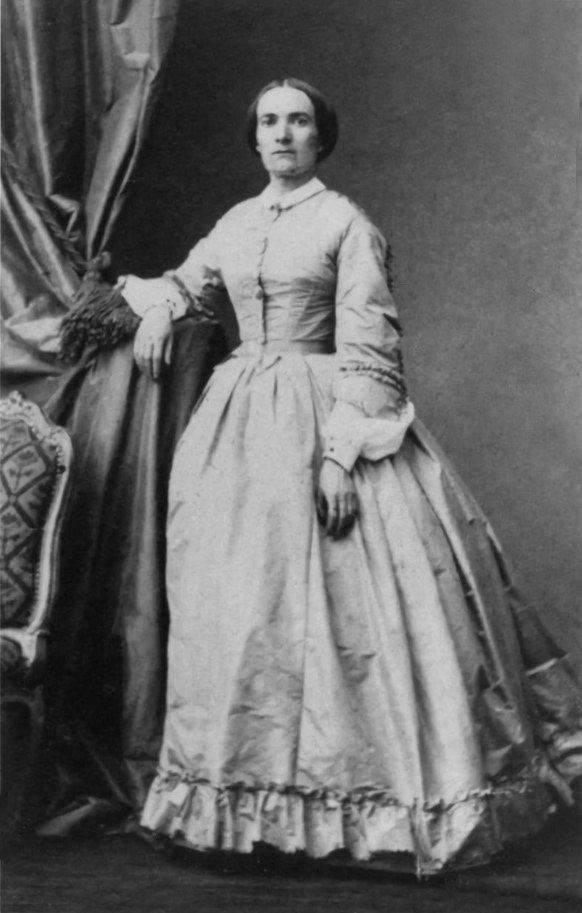
Julie-Victoire Daubié.